# Malus ×xiaojinensis
Malus ×xiaojinensis — вид растений из рода Яблоня (Malus) семейства Розовые (Rosaceae). Ранее считался разновидностью яблони ягодной. Вид описан в 1983 году китайскими ботаниками Минхао Чэн и Нингун Цзян. Международное научное название и китайское название (кит. 小金海棠 сяо цзинь хай тан) яблоня получила по уезду Дзэнлха (Сяоцзинь, Xiaojin) Нгава-Тибетско-Цянского автономного округа в провинции Сычуань. Другое китайское название (稻城海棠 дао чэн хай тан) яблоня получила по уезду Дабба (Даочэн) в составе Гардзе-Тибетского автономного округа в западной части провинции Сычуань. Распространена яблоня в дикорастущем виде в западной части провинции Сычуань (уезды Дзэнлха, 2800—3000 м, Баркам, 2700 м и Лисянь, 2600 м) и северо-западной части провинции Юньнань в Китае. Является гибридом, вероятно, Malus toringoides × M. kansuensis.

## Синонимы
Синонимы:
- Malus baccata var. daochengensis (C. L. Li) Ponomar.
- Malus baccata var. xiaojinensis (M. H. Cheng & N. G. Jiang) Ponomar.
- Malus daochengensis C. L. Li
- Malus maerkangensis M. H. Cheng et al.